# Le avventure di un giovane
Le avventure di un giovane (Hemingway's Adventures of a Young Man) è un film del 1962 diretto da Martin Ritt.

## Trama
Cercando di realizzare il suo sogno di diventare un giornalista di successo Nick Adams parte per New York dove cerca inutilmente di lavorare presso qualche quotidiano finendo arruolato nell'esercito come ufficiale. Durante la grande guerra viene ferito e viene assistito da Rosanna, un'infermiera che perde la vita poco dopo durante un bombardamento. Terminata la guerra e venuto a conoscenza del suicidio di suo padre riprenderà a inseguire i propri sogni.

## Produzione
Il film è stato prodotto dalla società Jerry Wald Productions.

### Riprese
È stato girato per buona parte negli studios della 20th Century Fox e alcune parti a Verona.

### Distribuzione
Il film venne distribuito in varie nazioni, fra cui:
- Stati Uniti d'America, Hemingway's Adventures of a Young Man  25 luglio 1962 (la prima ci fu il 18 luglio)
- Germania Ovest, Hemingways Abenteuer eines jungen Mannes 28 settembre 1962
- Finlandia, Nuoren miehen seikkailut 7 dicembre 1962
- Austria,Hemingways Abenteuer eines jungen Mannes settembre 1963
- Danimarca, Vinderen taber altid 26 dicembre 1963

### Critica
Anche se tratto dal racconto In our time di Ernest Hemingway la pellicola non mostra lo stesso vigore, e gli attori si perdono nella lentezza della realizzazione.